# Buzz House: The Movie
Buzz House: The Movie este un film românesc de groază-comedie din 2024, regizat de Florin Babei și după un scenariu scris de Radu Alexandru.
Pelicula marchează o întâlnire interesantă între lumea filmului și lumea digitală, reunind o serie de influenceri de top cu actori de film veterani. Acest proiect ambițios, realizat de producătorii Matei Dima, cunoscut publicului sub pseudonimul Bromania și Ștefan Lucian, este cel de-al 10-lea proiect marca Vidra Productions, principalul producător de filme autohtone de public larg. 
Clasificată drept comedie horror, producția îi reunește pe Selly, Iorga, Erika Isac, Bogdan Drăcea, Adrian Elicopter de Luptă, Costi Max, Scarlet Andreea, Cezara Cristescu, Tania Popa, Gabriel Spahiu și alții.

## Rezumat
Următorul sezon din Buzz House e cel mai ambițios de până acum. Selly a pregătit multe surprize participanților: concurenți secreți, o vilă izolată în pădure la care se ajunge doar cu barca și un angajat costumat, pus să-i sperie, să iasă palpitant. Totul este plănuit în detaliu. Ce nu e în plan însă e ca un psihopat adevărat să apară, să-l omoare pe angajatul „sperietoare”, să îi ia costumul și să îi terorizeze pe bune pe concurenții noștri. Mai contează rivalitățile când ești alergat cu toporul? Mai contează prieteniile când trebuie să-ți riști viața pentru ele? Cine va reuși să scape și cum? 